# Selección de sóftbol de Estados Unidos
La Selección de sóftbol de Estados Unidos es la selección oficial que representa a Estados Unidos en eventos internacionales de sóftbol. En el 2019 participó en los Juegos Panamericanos de Lima.